# Додекан
Додекан — органическое вещество класса алканов. Имеет sp³ гибридизацию. Валентный угол 109°28′.

## Свойства
Аналогичны свойствам других высших алканов.

## Изомерия
Число изомеров у додекана составляет 355.

## Использование
Применяется как органический растворитель. Является компонентом дизельного топлива.
Также додекан применяется в промышленности и лабораторной практике как растворитель. Используется в аналитических целях при исследовании состава нефтяных фракций. Применяется при производстве олефинов для биоразлагающихся моющих средств и в качестве компонента вазелинового масла.